# Taiga drama
Taiga drama (jap. 大河ドラマ Taiga dorama; pol. dosł. Drama wielkiej rzeki) – to nazwa, którą stacja NHK nadaje corocznemu, historycznemu serialowi telewizyjnemu, który jest emitowany w Japonii. Począwszy od 1963 roku i pierwszej dramy taigi Hana no Shōgai, z udziałem aktora kabuki Onoe Shoroku II i Chikage Awashimy, stacja regularnie zatrudnia różnych pisarzy, reżyserów i innych kreatywnych pracowników do każdej serii. 45-minutowy odcinek jest emitowany w stacji telewizyjnej NHK General w każdą niedzielę o 20:00, z retransmisją w soboty o 13:05. Dostępne są również transmisje w NHK BS Premium i NHK World Premium.

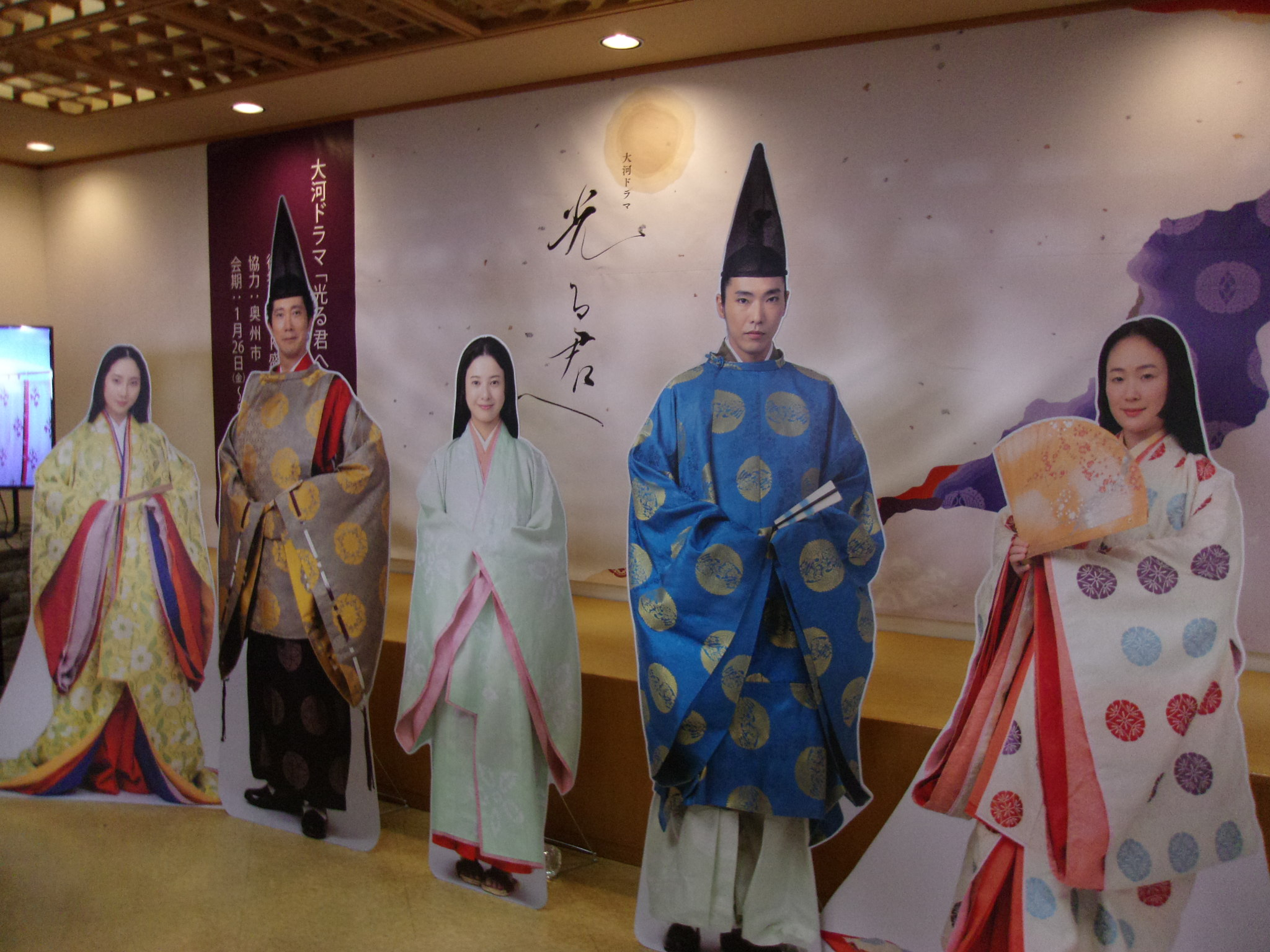
Wystawa poświęcona taiga dramie „Hikaru Kimi e” z 2024 roku

Taiga dramy są niezwykle drogie w produkcji. Normalna procedura produkcji taiga dramy polega na przygotowaniu scenariusza dla jednej trzeciej całej serii przed rozpoczęciem zdjęć. Reszta serii jest następnie pisana, biorąc pod uwagę odbiór widzów. Chociaż taiga drama jest uważana przez japońskich widzów za najbardziej prestiżową ze wszystkich japońskich dram, oglądalność stopniowo spada na przestrzeni lat.
Występ w taiga dramie jest wielkim zaszczytem w japońskim przemyśle aktorskim i jest jednym ze wskaźników, że ci, którzy wystąpili w taiga dramie, są jednymi z najlepszych aktorów w Japonii.

## Lista serii
W poniższej tabeli, w polu "oglądalność" kolor niebieski oznacza najniższą oglądalność, a czerwony najwyższą.
| #  | Tytuł zromanizowany       | Zapis w kanji lub kanie        | Premiera         | Ostatni odcinek   | W roli głównej                                         | Obsada drugoplanowa                                                     | Dodatkowe informacje | Średnia oglądalność |
| -- | ------------------------- | ------------------------------ | ---------------- | ----------------- | ------------------------------------------------------ | ----------------------------------------------------------------------- | --- | ------------------- |
| 1  | Hana no Shōgai            | 花の生涯                       | 7 kwietnia 1963  | 29 grudnia 1963   | Onoe Shoroku II                                        | Chikage Awashima Kaoru Yachigusa Kyōko Kagawa Keiji Sada                | Drama czarno-biała | 20.2%               |
| 2  | Akō Rōshi                 | 赤穂浪士                       | 1 stycznia 1964  | 27 grudnia 1964   | Kazuo Hasegawa                                         | Isuzu Yamada Osamu Takizawa Chikage Awashima Onoe Baikō VII             | Drama czarno-biała. Oraz najczęściej oglądana drama w swojej historii.                                                             | 31.9%               |
| 3  | Taikōki                   | 太閤記                         | 3 stycznia 1965  | 26 grudnia 1965   | Ken Ogata                                              | Shiho Fujimura Yoshiko Mita Sessue Hayakawa Kōji Takahashi              | Drama czarno-biała | 31.2%               |
| 4  | Minamoto no Yoshitsune    | 源義経                         | 2 stycznia 1966  | 25 grudnia 1966   | Onoe Kikunosuke IV                                     | Ken Ogata Junko Fuji Osamu Takizawa Isuzu Yamada                        | Drama czarno-biała | 23.5%               |
| 5  | San Shimai                | 三姉妹                         | 1 stycznia 1967  | 24 grudnia 1967   | Mariko Okada Shiho Fujimura Komaki Kurihara            | Tsutomu Yamazaki Shinsuke Ashida Kō Nishimura Osamu Takizawa            | Drama czarno-biała | 19.1%               |
| 6  | Ryōma ga Yuku             | 竜馬がゆく                     | 7 stycznia 1968  | 29 grudnia 1968   | Kin'ya Kitaōji                                         | Ruriko Asaoka Yoshie Mizutani Hideki Takahashi Keiju Kobayashi          | Drama czarno-biała | 14.5%               |
| 7  | Ten to Chi to             | 天と地と                       | 5 stycznia 1969  | 28 grudnia 1969   | Kōji Ishizaka                                          | Fumie Kashiyama Ineko Arima Osamu Takizawa Kōji Takahashi               | Drama w kolorze. Od tego momentu następne dramy są w kolorze.                                                                      | 25.0%               |
| 8  | Momi no Ki wa Nokotta     | 樅の木は残った                 | 4 stycznia 1970  | 27 grudnia 1970   | Mikijirō Hira                                          | Sayuri Yoshinaga Komaki Kurihara Kinuyo Tanaka Kin'ya Kitaōji           | | 21.0%               |
| 9  | Haru no Sakamichi         | 春の坂道                       | 3 stycznia 1971  | 26 grudnia 1971   | Nakamura Kinnosuke                                     | Yoshio Harada Yoko Tsukasa Ichikawa Ebizō X So Yamamura                 | | 21.7%               |
| 10 | Shin Heike Monogatari     | 新・平家物語                   | 2 stycznia 1972  | 24 grudnia 1972   | Tatsuya Nakadai                                        | Tamao Nakamura Tsutomu Yamazaki Masakazu Tamura Osamu Takizawa          | | 21.4%               |
| 11 | Kunitori Monogatari       | 国盗り物語                     | 7 stycznia 1973  | 30 grudnia 1973   | Mikijirō Hira Hideki Takahashi                         | Keiko Matsuzaka Shōhei Hino Shigeru Tsuyuguchi Masaomi Kondō            | | 22.4%               |
| 12 | Katsu Kaishū              | 勝海舟                         | 6 stycznia 1974  | 29 grudnia 1974   | Tetsuya Watari → Hiroki Matsukata                      | Reiko Ohara Yoshiko Kuga Keiju Kobayashi Onoe Shoroku II                | | 24.2%               |
| 13 | Genroku Taiheiki          | 元禄太平記                     | 6 stycznia 1975  | 29 grudnia 1975   | Kōji Ishizaka                                          | Tōru Emori Muga Takewaki Shinsuke Ashida Hisaya Morishige               | | 24.7%               |
| 14 | Kaze to Kumo to Niji to   | 風と雲と虹と                   | 4 stycznia 1976  | 26 grudnia 1976   | Go Kato                                                | Sayuri Yoshinaga Masao Kusakari Shigeru Tsuyuguchi Ken Ogata            | | 24.0%               |
| 15 | Kashin                    | 花神                           | 2 stycznia 1977  | 25 grudnia 1977   | Nakamura Umenosuke IV                                  | Masatoshi Nakamura Jukichi Uno Ruriko Asaoka Hideki Takahashi           | | 19.0%               |
| 16 | Ōgon no Hibi              | 黄金の日日                     | 8 stycznia 1978  | 24 grudnia 1978   | Ichikawa Somegorō VI                                   | Komaki Kurihara Jinpachi Nezu Kōji Tsuruta Matsumoto Kōshirō VIII       | | 25.9%               |
| 17 | Kusa Moeru                | 草燃える                       | 7 stycznia 1979  | 23 grudnia 1979   | Kōji Ishizaka Shima Iwashita                           | Ken Matsudaira Hiromi Go Keiko Matsuzaka Onoe Shoroku II                | | 26.3%               |
| 18 | Shishi no Jidai           | 獅子の時代                     | 6 stycznia 1980  | 21 grudnia 1980   | Bunta Sugawara Go Kato                                 | Reiko Ohara Shinobu Otake Minoru Chiaki Kōji Tsuruta                    | | 21.0%               |
| 19 | Onna Taikōki              | おんな太閤記                   | 11 stycznia 1981 | 20 grudnia 1981   | Yoshiko Sakuma                                         | Masatoshi Nakamura Pinko Izumi Harue Akagi Toshiyuki Nishida            | Oparta na powieści Taikōki (która stała się podstawą III Dramy o tym samym tytule), z historią opowiedzianą z perspektywy kobiety. | 31.8%               |
| 20 | Tōge no Gunzō             | 峠の群像                       | 10 stycznia 1982 | 19 grudnia 1982   | Ken Ogata                                              | Ken Matsudaira Juzo Itami Nakamura Umenosuke IV Jukichi Uno             | | 23.7%               |
| 21 | Tokugawa Ieyasu           | 徳川家康                       | 9 stycznia 1983  | 18 grudnia 1983   | Sakae Takita                                           | Shinobu Otake Tetsuya Takeda Masako Natsume Kōji Ishizaka               | | 31.2%               |
| 22 | Sanga Moyu                | 山河燃ゆ                       | 8 stycznia 1984  | 23 grudnia 1984   | Matsumoto Kōshirō IX Toshiyuki Nishida                 | Reiko Ohara Yoko Shimada Kenji Sawada Toshiro Mifune                    | Pierwsza (i jak dotąd jedyna) drama taiga, której akcja rozgrywa się w okresie Shōwa (II wojny światowej).                         | 21.1%               |
| 23 | Haru no Hatō              | 春の波涛                       | 6 stycznia 1985  | 15 grudnia 1985   | Keiko Matsuzaka                                        | Masatoshi Nakamura Morio Kazama Chikage Awashima Keiju Kobayashi        | | 18.2%               |
| 24 | Inochi                    | いのち                         | 5 stycznia 1986  | 14 grudnia 1986   | Yoshiko Mita                                           | Tetsurō Tamba Mako Ishino Kōji Yakusho Ken Utsui                        | Pierwsza drama taiga rozgrywająca się w powojennej Japonii.                                                                        | 29.3%               |
| 25 | Dokuganryū Masamune       | 独眼竜政宗                     | 4 stycznia 1987  | 13 grudnia 1987   | Ken Watanabe                                           | Tomokazu Miura Teruhiko Saigō Shima Iwashita Shintaro Katsu             | | 39.7%               |
| 26 | Takeda Shingen            | 武田信玄                       | 10 stycznia 1988 | 18 grudnia 1988   | Kiichi Nakai                                           | Kyōhei Shibata Misako Konno Toshiyuki Nishida Ryōtarō Sugi              | Ostatnia drama taiga wyemitowana w okresie Shōwa.                                                                                  | 39.2%               |
| 27 | Kasuga no Tsubone         | 春日局                         | 1 stycznia 1989  | 17 grudnia 1989   | Reiko Ōhara                                            | Aiko Nagayama Shinji Yamashita Tetsurō Tamba Yoshiko Sakuma             | Pierwszy drama taiga pokazywana w okresie Heisei.                                                                                  | 32.4%               |
| 28 | Tobu ga Gotoku            | 翔ぶが如く                     | 7 stycznia 1990  | 9 grudnia 1990    | Toshiyuki Nishida Takeshi Kaga                         | Yūko Tanaka Sumiko Fuji Hideki Takahashi Yūzō Kayama                    | | 23.2%               |
| 29 | Taiheiki                  | 太平記                         | 6 stycznia 1991  | 25 grudnia 1991   | Hiroyuki Sanada                                        | Yasuko Sawaguchi Tetsuya Takeda Frankie Sakai Kataoka Takao             | | 26.0%               |
| 30 | Nobunaga                  | 信長 KING OF ZIPANGU           | 5 stycznia 1992  | 13 grudnia 1992   | Naoto Ogata                                            | Momoko Kikuchi Keiko Takahashi Ken Utsui Mikijirō Hira                  | | 24.6%               |
| 31 | Ryūkyū no Kaze            | 琉球の風 DRAGON SPIRIT         | 10 stycznia 1993 | 13 czerwca 1993   | Noriyuki Higashiyama                                   | Atsuro Watabe Tomoyo Harada Rumiko Koyanagi Kenichi Hagiwara            | Pierwsza część trzyczęściowej serii.                                                                                               | 17.7%               |
| 32 | Homura Tatsu              | 炎立つ                         | 4 lipca 1993     | 13 marca 1994     | Ken Watanabe Hiroaki Murakami                          | Yūko Kotegawa Kei Satō Tsunehiko Watase Kōtarō Satomi                   | Druga część trzyczęściowej serii.                                                                                                  | 17.3%               |
| 33 | Hana no Ran               | 花の乱                         | 3 kwietnia 1994  | 25 grudnia 1994   | Yoshiko Mita                                           | Ichikawa Danjūrō XII Mansai Nomura Yorozuya Kinnosuke Machiko Kyō       | Zakończenie 3-częściowej serii. | 14.1%               |
| 34 | Hachidai Shōgun Yoshimune | 八代将軍吉宗                   | 8 stycznia 1995  | 10 grudnia 1995   | Toshiyuki Nishida                                      | Hideji Ōtaki Nenji Kobayashi Nakamura Baijaku II Masahiko Tsugawa       | O Szogunie Yoshimune Tokugawa. | 26.4%               |
| 35 | Hideyoshi                 | 秀吉                           | 7 stycznia 1996  | 22 grudnia 1996   | Naoto Takenaka                                         | Yasuko Sawaguchi Hiroaki Murakami Etsuko Ichihara Tetsuya Watari        | 49 odcinkowa drama taiga o życiu Hideyoshi Toyotomi.                                                                               | 30.5%               |
| 36 | Mōri Motonari             | 毛利元就                       | 5 stycznia 1997  | 14 grudnia 1997   | Nakamura Hashinosuke III                               | Yasuko Tomita Takaya Kamikawa Keiko Matsuzaka Ken Ogata                 | | 23.4%               |
| 37 | Tokugawa Yoshinobu        | 徳川慶喜                       | 4 stycznia 1998  | 13 grudnia 1998   | Masahiro Motoki                                        | Bunta Sugawara Ayako Wakao Hikari Ishida Reiko Ohara                    | | 21.1%               |
| 38 | Genroku Ryōran            | 元禄繚乱                       | 1 stycznia 1999  | 12 grudnia 1999   | Nakamura Kankurō V                                     | Shinobu Otake Noriyuki Higashiyama Honami Suzuki Kenichi Hagiwara       | | 20.2%               |
| 39 | Aoi Tokugawa Sandai       | 葵 徳川三代                    | 9 stycznia 2000  | 17 grudnia 2000   | Masahiko Tsugawa Toshiyuki Nishida Onoe Tatsunosuke II | Tōru Emori Nakamura Baijaku II Mayumi Ogawa Shima Iwashita              | Pierwsza seria nagrana w wysokiej rozdzielczości (HD). Kolejne serie są również nadawane w jakości HD.                             | 18.5%               |
| 40 | Hōjō Tokimune             | 北条時宗                       | 7 stycznia 2001  | 9 grudnia 2001    | Motoya Izumi                                           | Atsuro Watabe Ken Watanabe Sumiko Fuji Kin'ya Kitaōji                   | | 18.5%               |
| 41 | Toshiie to Matsu          | 利家とまつ～加賀百万石物語～   | 6 stycznia 2002  | 15 grudnia 2002   | Toshiaki Karasawa Nanako Matsushima                    | Takashi Sorimachi Teruyuki Kagawa Ken Matsudaira Bunta Sugawara         | | 22.1%               |
| 42 | Musashi                   | 武蔵 MUSASHI                   | 5 stycznia 2003  | 7 grudnia 2003    | Ichikawa Shinnosuke VII                                | Ryoko Yonekura Shinichi Tsutsumi Tsunehiko Watase Makoto Fujita         | | 16.7%               |
| 43 | Shinsengumi!              | 新撰組!                        | 11 stycznia 2004 | 12 grudnia 2004   | Shingo Katori                                          | Tatsuya Fujiwara Koji Yamamoto Masato Sakai Kōji Ishizaka               | | 17.4%               |
| 44 | Yoshitsune                | 義経                           | 9 stycznia 2005  | 11 grudnia 2005   | Hideaki Takizawa                                       | Ken Matsudaira Mikijirō Hira Kiichi Nakai Tetsuya Watari                | | 19.5%               |
| 45 | Kōmyō ga Tsuji            | 功名が辻                       | 8 stycznia 2006  | 10 grudnia 2006   | Yukie Nakama Takaya Kamikawa                           | Tetsuya Takeda Gin Maeda Akira Emoto Hiroshi Tachi                      | | 20.9%               |
| 46 | Fūrin Kazan               | 風林火山                       | 7 stycznia 2007  | 9 grudnia 2007    | Masaaki Uchino                                         | Ichikawa Kamejirō II Gackt Sonny Chiba Tatsuya Nakadai                  | | 18.7%               |
| 47 | Atsuhime                  | 篤姫                           | 6 stycznia 2008  | 21 grudnia 2008   | Aoi Miyazaki                                           | Eita Masato Sakai Hideki Takahashi Kin'ya Kitaōji                       | | 24.5%               |
| 48 | Tenchijin                 | 天地人                         | 4 stycznia 2009  | 22 listopada 2009 | Satoshi Tsumabuki                                      | Kazuki Kitamura Takako Tokiwa Hiroshi Abe Hiroki Matsukata              | | 21.2%               |
| 49 | Ryōmaden                  | 龍馬伝                         | 3 stycznia 2010  | 28 listopada 2010 | Masaharu Fukuyama                                      | Teruyuki Kagawa Nao Ōmori Kiyoshi Kodama Kōtarō Satomi                  | | 18.7%               |
| 50 | Gō                        | 江〜姫たちの戦国〜             | 9 stycznia 2011  | 27 listopada 2011 | Juri Ueno                                              | Rie Miyazawa Asami Mizukawa Gorō Kishitani Kin'ya Kitaōji               | | 17.7%               |
| 51 | Taira no Kiyomori         | 平清盛                         | 8 stycznia 2012  | 23 grudnia 2012   | Kenichi Matsuyama                                      | Hiroshi Tamaki Masaki Okada Shota Matsuda Kiichi Nakai                  | | 12.0%               |
| 52 | Yae no Sakura             | 八重の桜                       | 6 stycznia 2013  | 15 grudnia 2013   | Haruka Ayase                                           | Hidetoshi Nishijima Hiroki Hasegawa Nakamura Shidō II Toshiyuki Nishida | | 14.6%               |
| 53 | Gunshi Kanbei             | 軍師官兵衛                     | 5 stycznia 2014  | 21 grudnia 2014   | Junichi Okada                                          | Miki Nakatani Tōri Matsuzaka Naoto Takenaka Kyōhei Shibata              | | 15.8%               |
| 54 | Hana Moyu                 | 花燃ゆ                         | 4 stycznia 2015  | 13 grudnia 2015   | Mao Inoue                                              | Takao Osawa Yūsuke Iseya Kengo Kora Yoshiko Mita                        | | 12.0%               |
| 55 | Sanada Maru               | 真田丸                         | 10 stycznia 2016 | 18 grudnia 2016   | Masato Sakai                                           | Yo Oizumi Masami Nagasawa Seiyō Uchino Masao Kusakari                   | | 16.6%               |
| 56 | Onna Jōshu Naotora        | おんな城主 直虎                | 8 stycznia 2017  | 17 grudnia 2017   | Ko Shibasaki                                           | Haruma Miura Issey Takahashi Masaki Suda Kaoru Kobayashi                | | 12.8%               |
| 57 | Segodon                   | 西郷どん                       | 7 stycznia 2018  | 16 grudnia 2018   | Ryohei Suzuki                                          | Eita Keiko Kitagawa Shota Matsuda Ken Watanabe                          | Ostatnia drama taiga wyemitowana w całości w okresie Heisei.                                                                       | 12.7%               |
| 58 | Idaten                    | いだてん～東京オリムピック噺～ | 6 stycznia 2019  | 15 grudnia 2019   | Nakamura Kankurō VI Sadao Abe                          | Haruka Ayase Takeshi Kitano Mirai Moriyama Kōji Yakusho                 | Ostatnia drama taiga, która miała swoją premierę w okresie Heisei i pierwsza, która została pokazana w okresie Reiwa.              | 8.2%                |
| 59 | Kirin ga Kuru             | 麒麟がくる                     | 19 stycznia 2020 | 7 lutego 2021     | Hiroki Hasegawa                                        | Shōta Sometani Mugi Kadowaki Haruna Kawaguchi Masahiro Motoki           | Pierwsza drama taiga, która premierę miała w okresie Reiwa.                                                                        | 14.4%               |
| 60 | Seiten o Tsuke            | 青天を衝け                     | 14 lutego 2021   | 26 grudnia 2021   | Ryo Yoshizawa                                          | Kengo Kora Ai Hashimoto Tsuyoshi Kusanagi Kaoru Kobayashi               | | 14.1%               |
| 61 | Kamakura-dono no 13-nin   | 鎌倉殿の13人                   | 9 stycznia 2022  | 2022              | Shun Oguri                                             | Yui Aragaki Eiko Koike Yo Oizumi Toshiyuki Nishida                      | | 12.7%               |
| 62 | Dōsuru Ieyasu             | どうする家康                   | 2023             | 2023              | Jun Matsumoto                                          | Kasumi Arimura Tsuyoshi Muro Hiroshi Abe Junichi Okada                  | | 11.2%               |
| 63 | Hikaru Kimi e             | 光る君へ                       | 2024             | 2024              | Yuriko Yoshitaka                                       | Tasuku Emoto Kuranosuke Sasaki Gorō Kishitani Yasunori Danta            | |                     |
| 64 | Berabou                   | べらぼう ～蔦重栄華乃夢噺～    | 2025             | 2025              | Ryusei Yokohama                                        | Shota Sometani Hio Miyazawa Kataoka Ainosuke VI Ken Watanabe            | |                     |
| 65 | Toyotomi Kyōdai!          | 豊臣兄弟！                     | 2026             | 2026              | Taiga Nakano                                           | –                                                                       | |                     |